# Carabalí
Carabalí är en ort i Mexiko.   Den ligger i kommunen Acapulco de Juárez och delstaten Guerrero, i den södra delen av landet, 290 km söder om huvudstaden Mexico City. Carabalí ligger 442 meter över havet och antalet invånare är 448.
Terrängen runt Carabalí är huvudsakligen kuperad, men österut är den platt. Carabalí ligger uppe på en höjd. Runt Carabalí är det tätbefolkat, med 397 invånare per kvadratkilometer. Närmaste större samhälle är Acapulco, 4,0 km söder om Carabalí. Runt Carabalí är det i huvudsak tätbebyggt.